# Raniero Cantalamessa
Raniero Cantalamessa (Colli del Tronto, 22 de juliol de 1934 ) és un cardenal italià, teòleg i predicador de l'orde dels Frares Menors Caputxins, predicador de la Casa Pontifícia des del 23 de juny de 1980 .

## Biografia

### Vocació i sacerdoci
Raniero Cantalamessa va néixer el 22 de juliol de 1934 a Colli del Tronto, a la província i diòcesi d'Ascoli Piceno, a la regió de les Marques.
El 1946 , acabada la Segona Guerra Mundial, ingressà al seminari dels Frares Menors Caputxins. Alguns dels seus coneguts van apostar que ell, essent un noi animat, en sortiria uns mesos després. En canvi Raniero hi va madurar, molt jove, la seva vocació religiosa, descrita per ell de la següent manera: "Als tretze anys vaig escoltar la crida del Senyor i amb tanta claredat que mai vaig poder dubtar en la resta de la meva vida; és una gràcia extraordinària".
Des d'aleshores -ha afirmat- la seva vida s'ha omplert "de serenitat, pau i alegria" gràcies a "una relació personal, d'amic, continuada, tan senzilla i familiar amb Jesús".
Va rebre l'ordenació sacerdotal el 19 d'octubre de 1958 per imposició de mans de monsenyor Gaetano Malchiodi, bisbe titular de Canà i vicari de l'administració papal de Loreto, a la basílica de Loreto, on va començar el seu ministeri.
Deixant els seus familiars -pare, mare i germana -, es va trobar així part d'una família més nombrosa:
| «                      | Un dia Jesús va dir als apòstols: "Vosaltres que ho heu deixat tot i m'heu seguit, tindreu el cent per cent en aquesta vida en germans, germanes, mares". He de dir que aquesta paraula s'ha fet realitat perfectament a la meva vida. | » |
| — Raniero Cantalamessa | |   |

### Estudis i formació
Es va graduar en teologia a Friburg i, el 1969 , en literatura clàssica a la Universitat Catòlica del Sagrat Cor de Milà. L'interès pels clàssics va ser degut al desig de dominar el grec i el llatí per a l'estudi del Nou Testament i dels Pares de l'Església.
Els escriptors, pensadors i poetes moderns també han demostrat ser importants per a la seva formació:
| « | Llegir novel·les russes ha estat inestimable per a mi, perquè ajuda a penetrar en el cor de la gent, a veure quines són les inquietuds, passions i preguntes de la gent. […] També tinc els meus pensadors preferits: un és Pascal, un altre és Kierkegaard. Després tinc alguns poetes preferits: un és Péguy, un altre és Claudel. […] He d'afegir místics, perquè els místics són personalitats extraordinàries.. | » |

### Professor universitari i teòleg
Va esdevenir l'assistent de Giuseppe Lazzati i, després de guanyar un concurs, el seu successor com a professor titular d'Història dels orígens cristians a la Facultat de Lletres de la Universitat Catòlica de Milà , on també va substituir Lazzati com a director del Departament de ciències religioses.
De 1975 a 1981 va ser membre de la Comissió Teològica Internacional.

### Predicador de la Casa Pontifícia
L'any 1979 va abandonar l'ensenyament per dedicar-se totalment al ministeri de la Paraula: va tenir -tal com ell va definir- una "segona crida" i el 23 de juny de 1980 esdevingué predicador de la Casa Pontifícia, amb tasca de dictar, cada divendres d'Advent i Quaresma i el Divendres Sant, una meditació en presència del Papa i de la Cúria Romana. Va dur a terme aquesta tasca durant més de 25 anys amb Joan Pau II
L'abril de 2005, amb motiu del conclave que portà a l'elecció del papa Benet XVI, va ser un dels dos predicadors que va dirigir una exhortació als cardenals reunits. Amb el nou papa, Cantalamessa va continuar exercint la funció de predicador de la Casa Pontifícia cada setmana , comprometent-se també a l'estranger a organitzar retirs i retirs; per exemple, el gener de 2010, va parlar a les Filipines durant una setmana sencera davant una audiència de 4.000 sacerdots i 100 bisbes.
La polèmica internacional i les reaccions irritades de les comunitats jueves van ser provocades per la citació -durant un sermó de Cantalamessa per a les celebracions del Divendres Sant de 2010 davant el Papa- d'una carta rebuda d'un amic seu jueu, en què comparava l'atac a l'Església per l'abús infantil a l'antisemitisme. Cantalamessa es va disculpar llavors per haver "ofens la sensibilitat dels jueus i les víctimes de la pedofília".
Continua exercint l'ofici de predicador de la Casa Papal també amb el papa Francesc.

### Cardenal
El 25 d'octubre de 2020 , durant l'Angelus, el papa Francesc va anunciar la seva creació com a cardenal en el consistori del 28 de novembre següent. Ja amb vuitanta-sis anys en el moment de l'anunci, no té dret a entrar al conclave i a ser membre dels dicasteris de la Cúria Romana , d'acord amb l'art. II § 1-2 del motu proprio Ingravescentem Aetatem. D'acord amb el motu proprio Cum Gravissima, tots els cardenals han de ser ordenats bisbes per regla, però el pare Cantalamessa se'n va dispensar, declarant: "Com que hi ha aquesta possibilitat, he demanat al Sant Pare una dispensa de l'ordenació episcopal. El bisbat ha de ser pastor i pescador. A la meva edat hi ha molt poc que podria fer com a “pastor”; en canvi, el que podria fer com a “pescador” ho puc seguir fent anunciant la paraula de Déu. Un altre motiu és el desig de morir amb el meu hàbit franciscà: cosa que difícilment m'haurien permès fer si hagués estat bisbe "».
El papa Francesc li va confiar la diaconia de Sant'Apollinare alle Terme Neroniane-Alessandrine, de la qual va prendre possessió el 13 de juny de 2021.

## Vida contemplativa
Actualment el pare Raniero celebra missa (els diumenges obert a tothom) a l'ermita de l'Amor Misericordiós, un antic convent de caputxins -avui seu d'una petita comunitat de monges de clausura- a Cittaducale, a la província de Rieti. En aquesta ermita també es retira habitualment en pregària. Va afirmar que se sentia cada cop més inclinat -com si estigués experimentant un nou "gir" a la seva vida- cap a una vida contemplativa

## Comentarista de l'evangeli a la televisió
A partir de 1982 -seguint l'exemple del Pare Mariano - va començar a aparèixer al primer canal de la Rai i proposant el comentari de l'Evangeli. Del 1995 al 2009 (amb dues interrupcions d'un any) va dirigir la columna Les raons de l'esperança dins del programa de cultura religiosa A sua immagine, donant així vida a la que s'ha definit com "la parròquia més gran d'Itàlia", constituïda per milions dels seus fidels espectadors (fins i tot fora d'Itàlia) i per legions de corresponsals. La seva salutació franciscana somrient és Pace e bene ("Pau i bé").

## Escut d'armes
D'azur a la coloma de plata, radiant d'or, volant cap a la punta de l'escut; al cap de l'orde dels frares menors caputxins: plata al braç nu de Crist col·locat a la creu de sant Andreu sobre el braç túnic de Francesc, amb mans de complexió que porten els estigmes; de la trobada neix la creu vermella, tot movent-se dels núvols platejats.,
L'escut està estampat per un capell amb cordons i borles de gules. Les borles, en nombre de trenta, estan disposades quinze a cada costat, en cinc ordres d'1, 2, 3, 4, 5. Sota l'escut, a la llista de plata, el lema en majúscules negres: "VENI CREATOR SPIRITUS".

## Obres
- La Pasqua nella Chiesa antica, SEI, 1978
- Il mistero pasquale. Meditazioni bibliche e patristiche, EMP, 1990
- Un inno di silenzio. Meditazioni sul Padre, EMP, 1999
- La salita al monte Sinai, Città Nuova, 2000
- I misteri di Cristo nella vita della Chiesa, Ancora, 1992
- Povertà, Ancora, 1996
- Verginità, Ancora, 1996
- Maria, uno specchio per la Chiesa, Ancora, 1997
- Sorella morte, Ancora, 1997
- L'obbedienza, Ancora, 1997
- Il canto dello Spirito. Meditazioni sul Veni Creator, Ancora, 1998
- Il mistero di Pentecoste. Tutti furono pieni di Spirito Santo, Ancora, 1998
- L'Eucaristia nostra santificazione, Ancora, 1998
- Gesù Cristo il santo di Dio, San Paolo Edizioni, 1999
- Passa Gesù di Nazaret. Il vangelo della domenica in Tv. Anno C, Piemme, 1999
- Contemplando la Trinità, Ancora, 2002
- Caro padre... Lettere e testimonianze di vita, Piemme, 2003
- La vita in Cristo. Il messaggio spirituale della Lettera ai romani, Ancora, 2003
- Amare la Chiesa, Ancora, 2003
- Gettate le reti. Riflessioni sui vangeli, Piemme, 2003
- Cinque minuti con Dio, Vol. 1, Piemme, 2004
- Cantico delle creature, (con Liberto Giuseppe), Porziuncola, 2006
- La fede che vince il mondo. L'annuncio di Cristo nel mondo d'oggi, San Paolo Edizioni, 2006
- «Questo è il mio corpo». L'eucaristia alla luce dell'«Adoro te devote» e dell'«Ave verum», San Paolo Edizioni, 2006
- Dal Kerygma al dogma. Studi sulla cristologia dei Padri, Vita e Pensiero, 2006
- La Pasqua della nostra salvezza. Le tradizioni pasquali della Bibbia e della Chiesa primitiva, Marietti, 2007
- Il mistero del Natale, Ancora, 2007
- Dalla croce la perfetta letizia. Francesco d'Assisi parla ai preti, (con Carlo Maria Martini), Ancora, 2008
- Otto gradini verso la felicità, San Paolo Edizioni, 2008
- La forza dello spirito, (con Saverio Gaeta), Piemme, 2008
- Gesù di Nazaret tra storia e fede, (con Romano Penna e Giuseppe Segalla), EDB, 2009
- Pasqua. Un passaggio a ciò che non passa, San Paolo Edizioni, 2008
- La tua parola mi fa vivere, Ancora, 2008
- La vita in Cristo. Il messaggio spirituale della Lettera ai Romani, Ancora, 2008
- Il potere della croce. Meditazioni 1999-2008, Vol. 2, Ancora, 2009
- Il mistero della Pasqua, Ancora, 2009
- Dal Vangelo alla vita, Edizioni Piemme, 2009
- Il mistero della trasfigurazione, Ancora, 2010
- Due polmoni, un unico respiro, LEV, 2015
- Il Volto della Misericordia, San Paolo Edizioni, 2015